# Universiteit van Luik
De Universiteit van Luik (Frans: Université de Liège, ULiège) is een Belgische pluralistische universiteit van de Franse Gemeenschap in 1817 gevestigd in de stad Luik.

## Geschiedenis

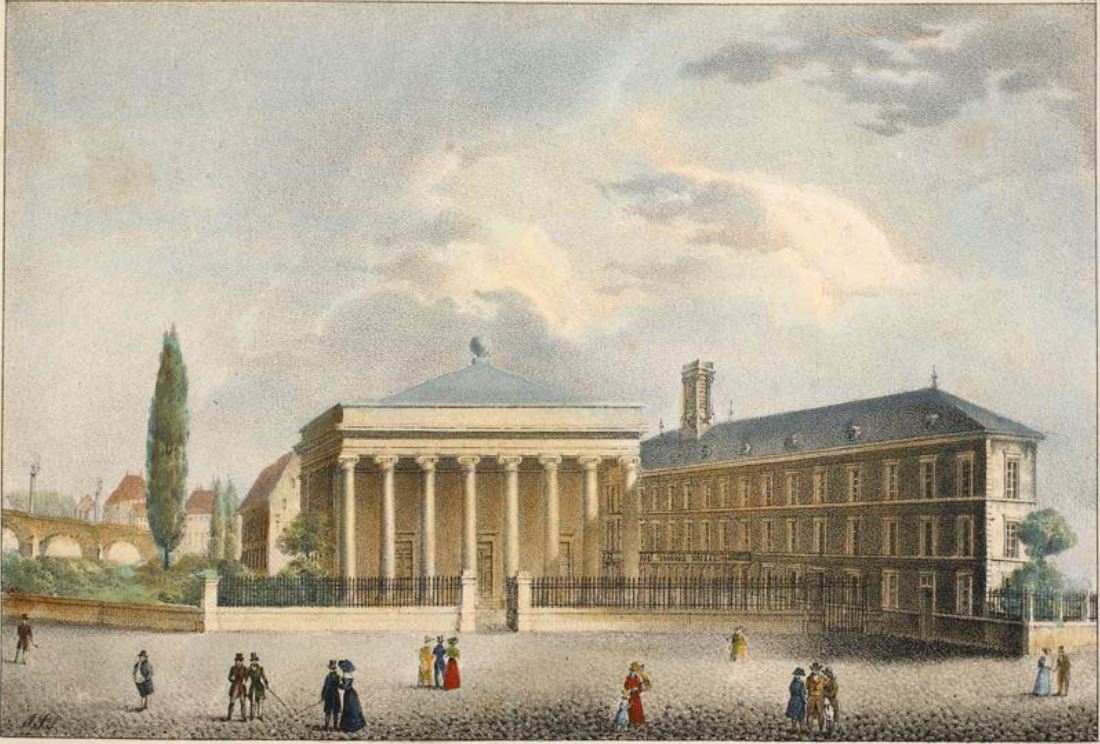
De universiteit rond 1830

De Universiteit van Luik werd als rijksuniversiteit officieel geopend in 1817, ten tijde van het Verenigd Koninkrijk der Nederlanden onder koning Willem I. Ze werd ondergebracht in een oud jezuïetenklooster aan de Maas in het centrum van de stad. Rondom dit voormalige klooster ontstond de kern van de universiteit aan de Place du 20-Août en de Place Cockerill. In een neoclassicistisch gebouw aan dit plein is nog steeds de administratie en de Faculteit Letteren en Wijsbegeerte gehuisvest.

## Organisatie
Rechten en de exacte en medische wetenschappen worden gedoceerd op de campus Sart-Tilman in een bosrijke omgeving, enkele kilometers ten zuiden van de stad. Deze campus werd in 1967 in gebruik genomen.
De Universiteit van Luik telt 45 departementen verdeeld over 8 faculteiten. In 2005 werd de voormalige hogeschool Hautes Études Commerciales (HEC-Liège) deel van de universiteit. Sinds 2009 is ook Gembloux Agro-Bio Tech in de Namense stad Gembloers onderdeel van de Universiteit van Luik.
In 2011 telde de instelling ongeveer 20.000 studenten. Het personeelsbestand bestaat uit ca. 2500 personen, inclusief docenten en onderzoekers.

## Faculteiten en hogescholen
- Faculteit Letteren & Wijsbegeerte

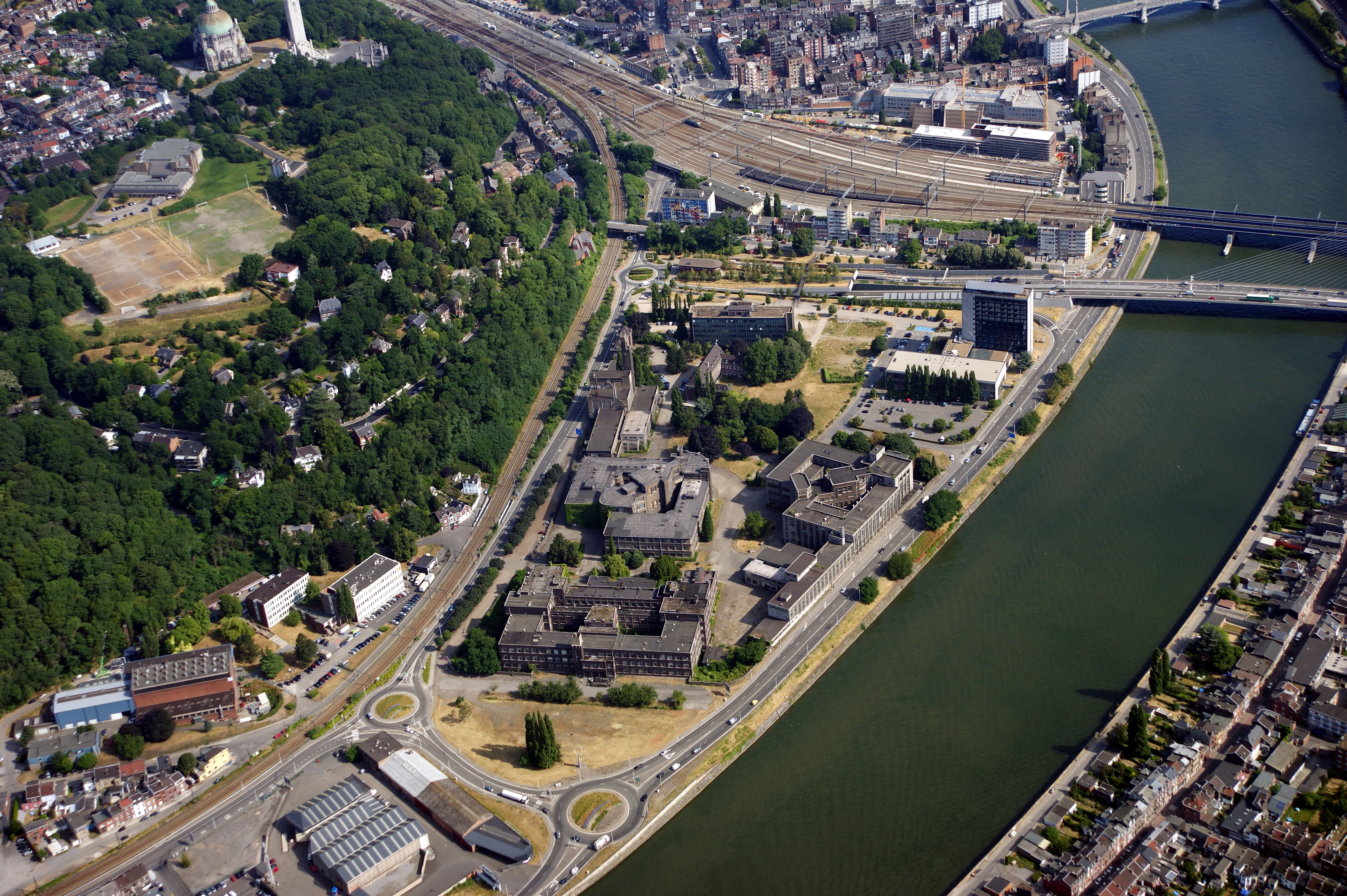
De voormalige campus van Val-Benoît

De campus in Sart-Tilman

- Faculteit Rechtsgeleerdheid en Politieke Wetenschappen - Luikse school voor criminologie Jean Constant
- Faculteit Geneeskunde
- Faculteit Diergeneeskunde
- Faculteit Psychologie & Pedagogische Wetenschappen
- Faculteit Wetenschappen
- Faculteit Toegepaste Wetenschappen
- HEC ULiège – Hogeschool voor Bedrijfskunde van ULiège
- Faculteit Geestes- en Sociale Wetenschappen
- Faculteit Architectuur
- Faculteit Landbouw en biotechnologie (Gembloux Agro-Bio Tech te Gembloers)

## Eerbewijzen en eredoctoraten
De latere Nobelprijswinnaar Albert Claude haalde in 1928 het diploma van dokter in de geneeskunde aan de Universiteit van Luik.

In 1990 kreeg de Nederlandse schrijver Willem Frederik Hermans een eredoctoraat van de Universiteit van Luik vanwege zijn bijzondere verdiensten voor de Nederlandse letterkunde. In 1999 volgde Salman Rushdie.

## Bibliotheken en musea
De Universiteitsbibliotheek Luik bestaat uit een aantal afzonderlijke gebouwen op verschillende locaties, elk met een eigen functie en historie. Verder horen de volgende musea toe aan de universiteit:
- Prehistomuseum
- Aquarium-Museum
- Zoölogisch Museum Luik
- Openluchtmuseum van Sart-Tilman
- Botanische Tuinen Universiteit Luik
- Galerie Wittert

## Gebouwen
De Universiteit van Luik is gevestigd in een groot aantal historische gebouwen in en rondom de Luikse binnenstad. De vanaf de jaren 30 gebouwde campus Val-Benoît ten zuiden van de stad is sinds 2006 door de universiteit verlaten en wordt momenteel herontwikkeld. In 1971 begon de bouw van de verder zuidwaarts gelegen campus in Sart-Tilman en Seraing, ook wel Liège Science Park genoemd. Het Kasteel van Colonster is eigendom van de universiteit en wordt gebruikt voor feestelijke gelegenheden.

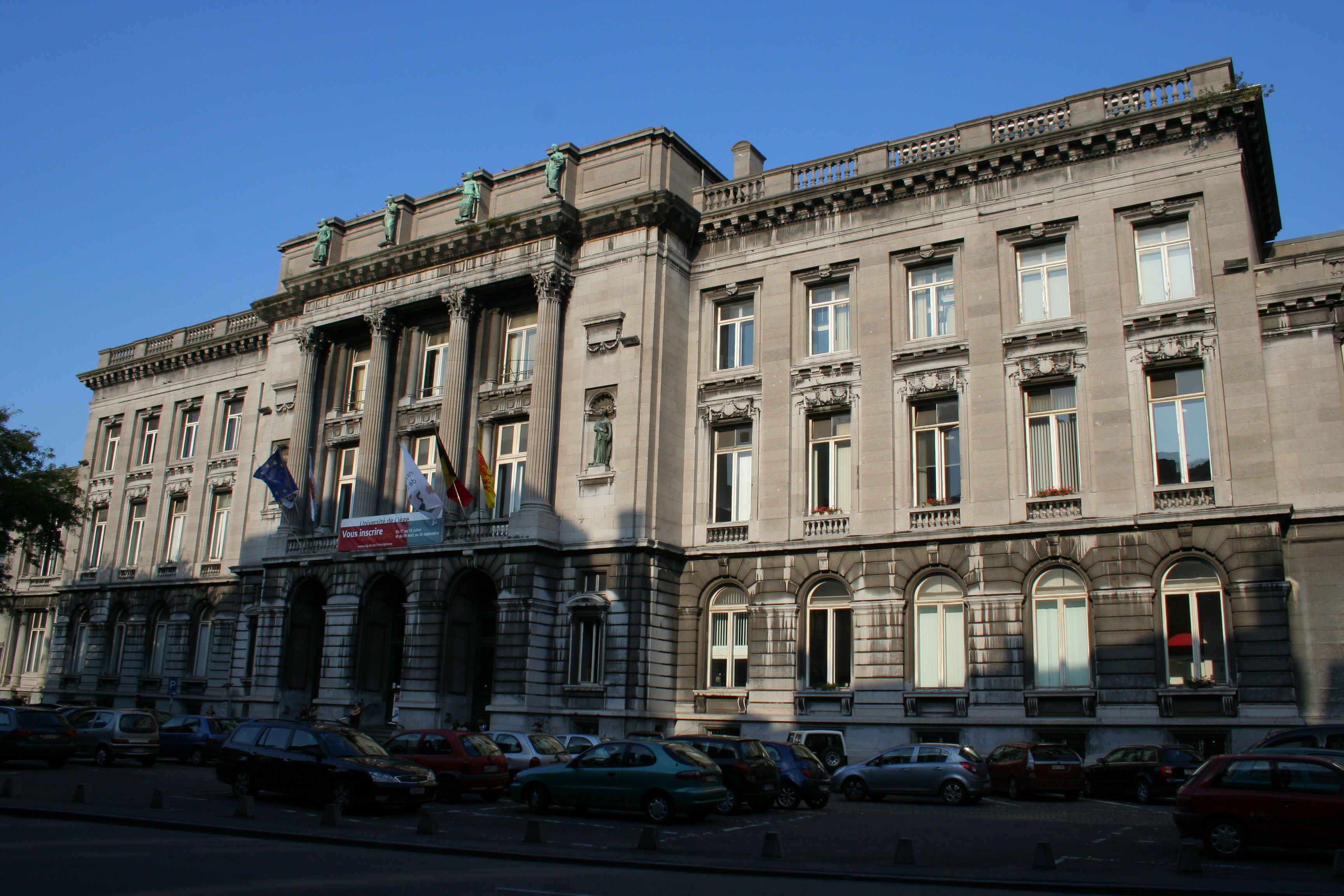
Hoofdgebouw
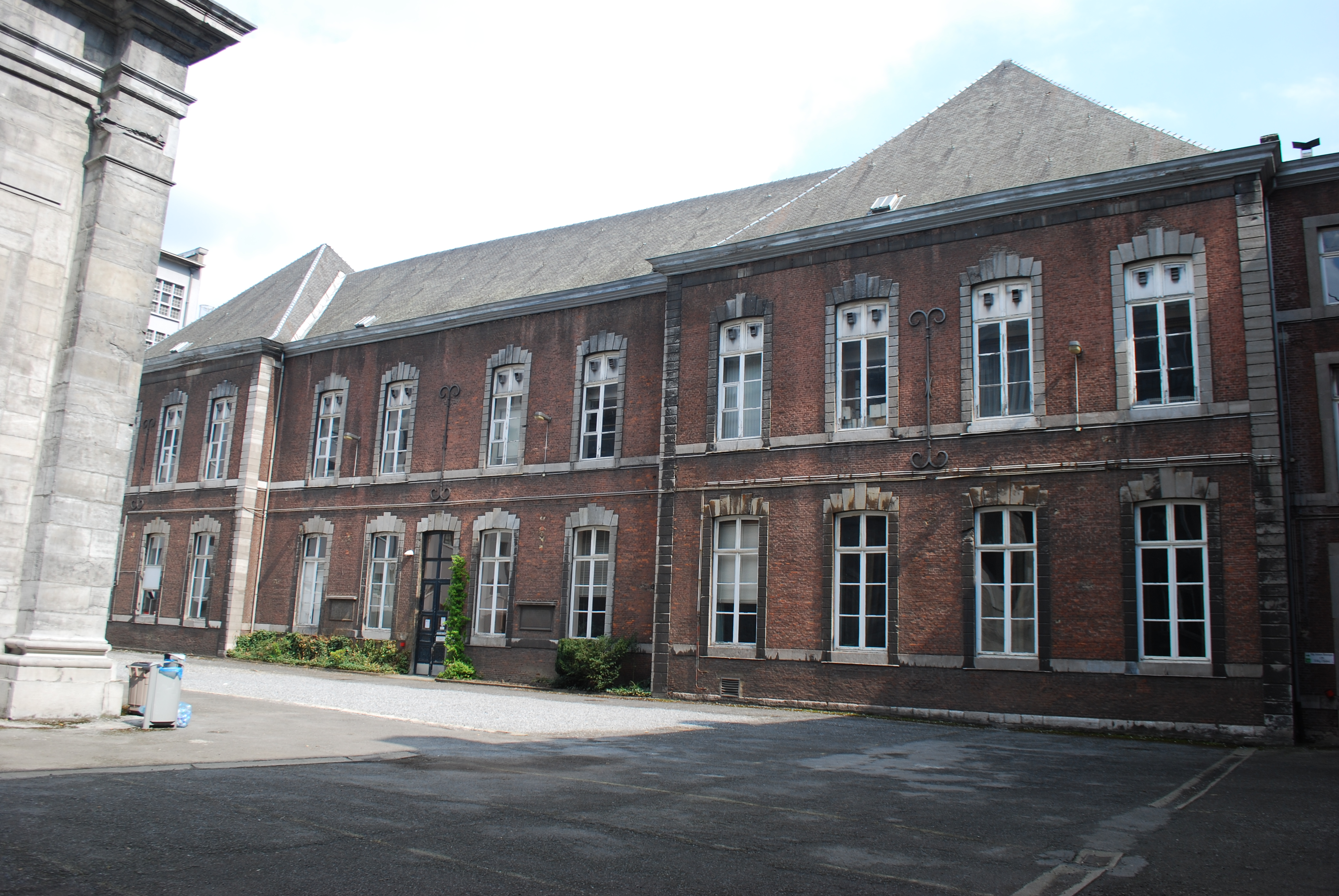
Voormalig jezuïetenklooster
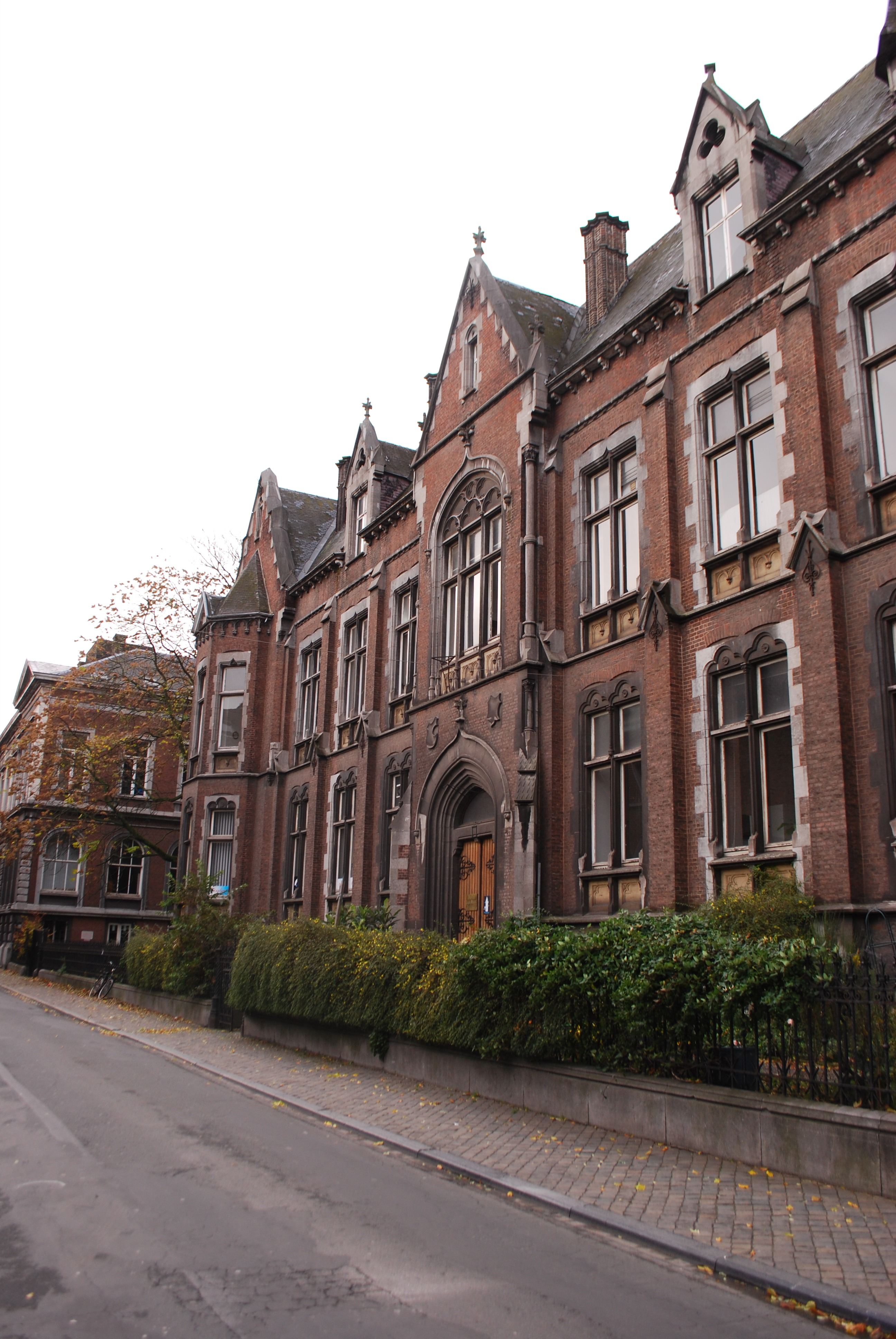
Anatomisch instituut
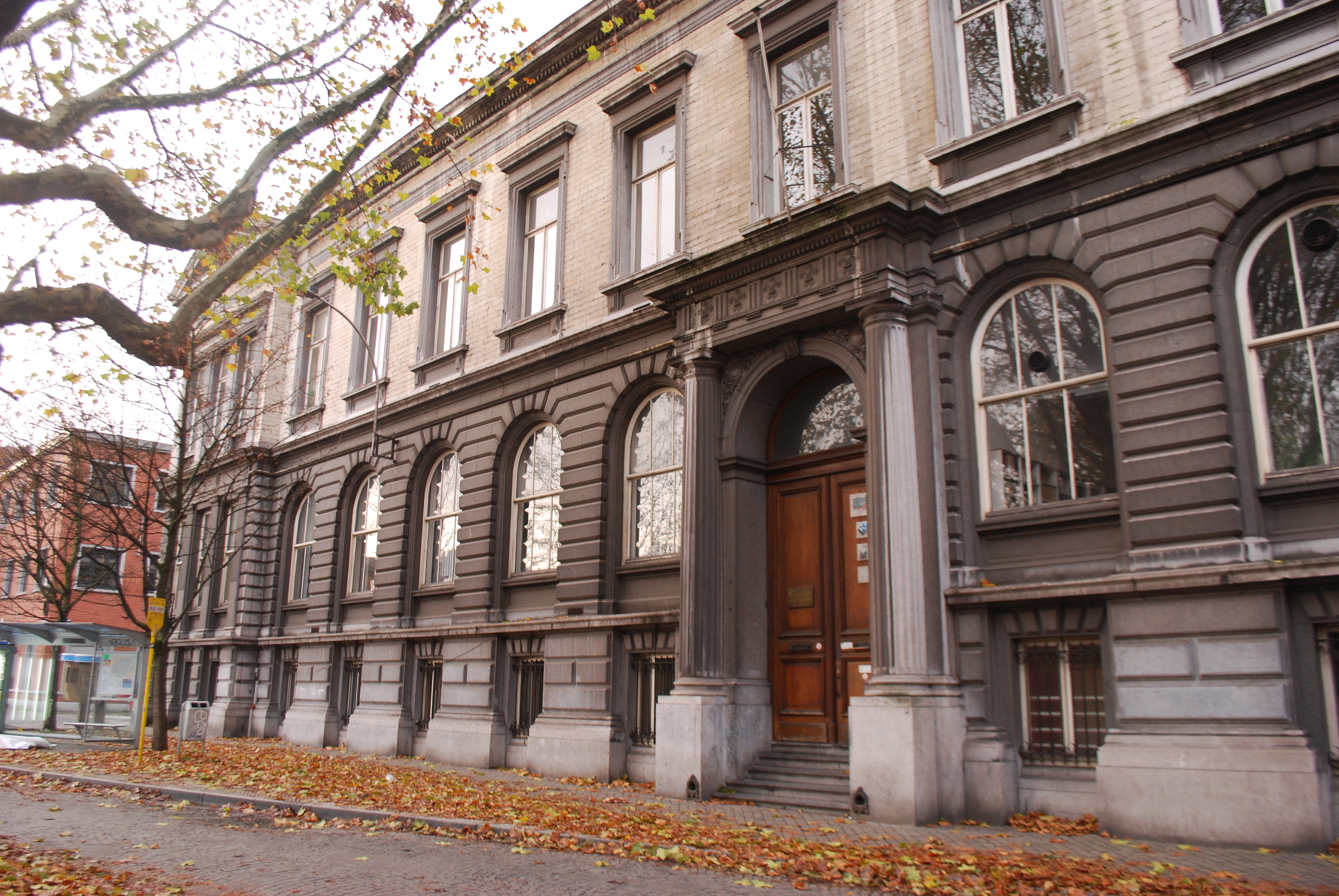
Fysiologisch instituut
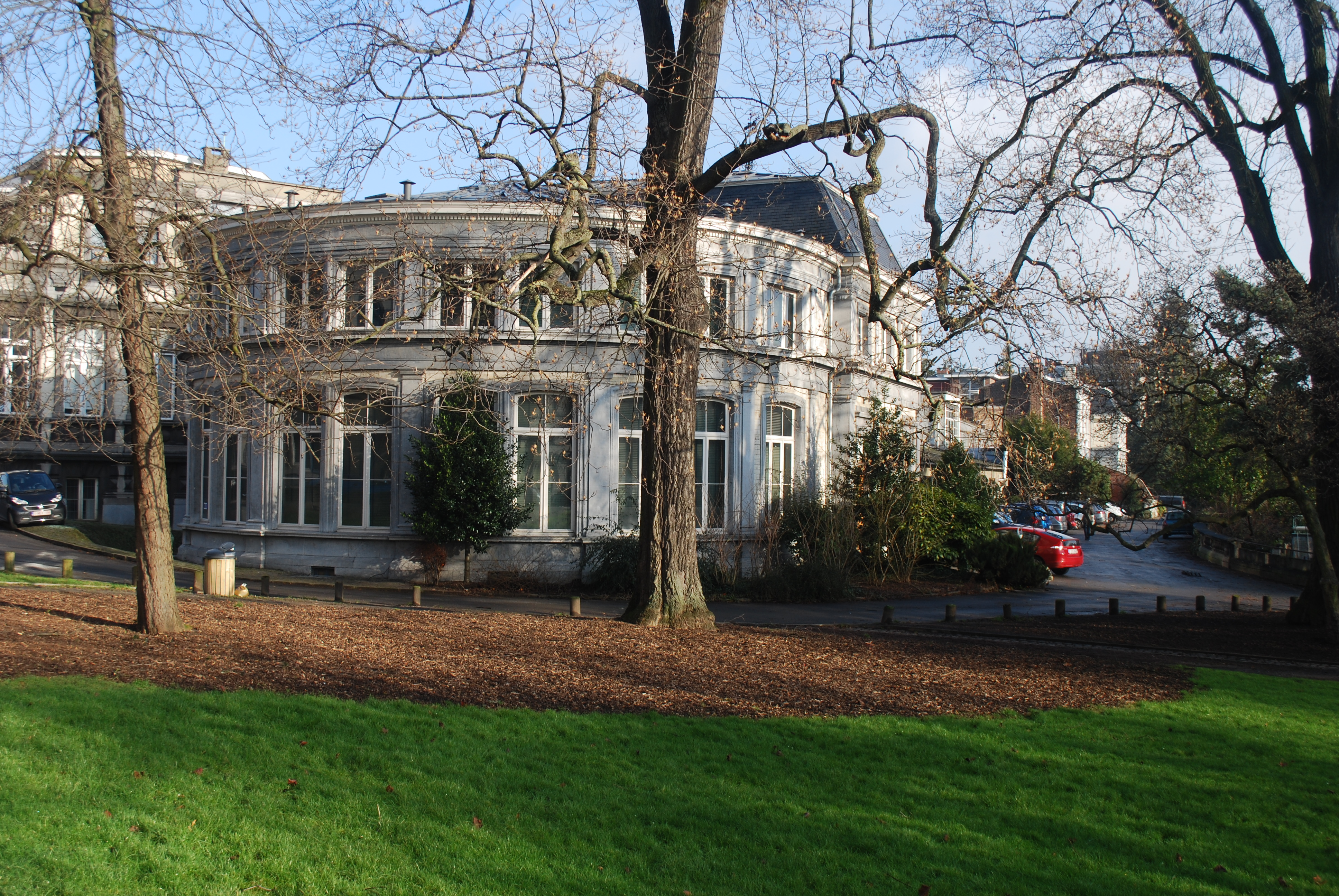
Botanisch instituut
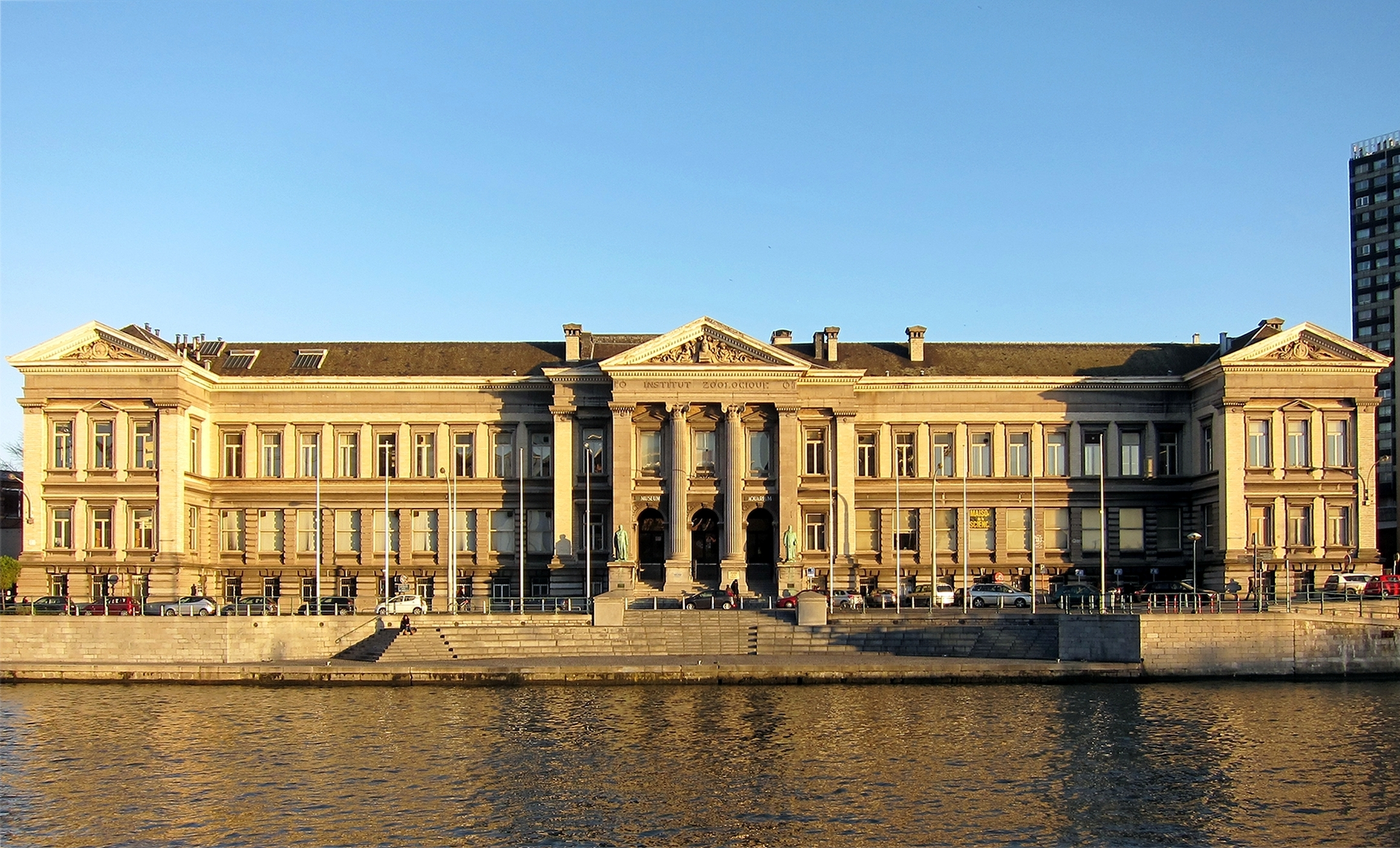
Zoölogisch instituut
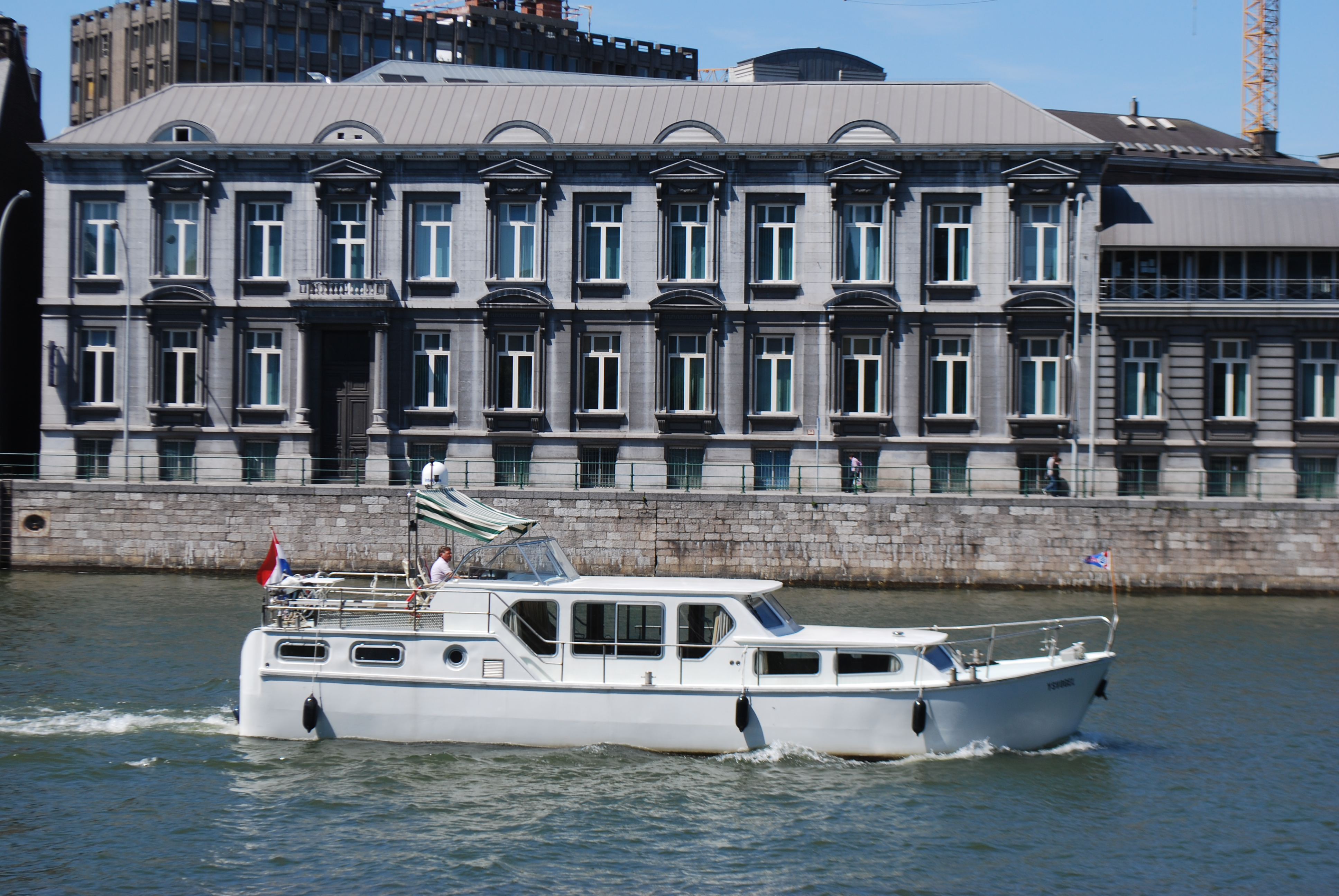
Voormalig chemisch instituut
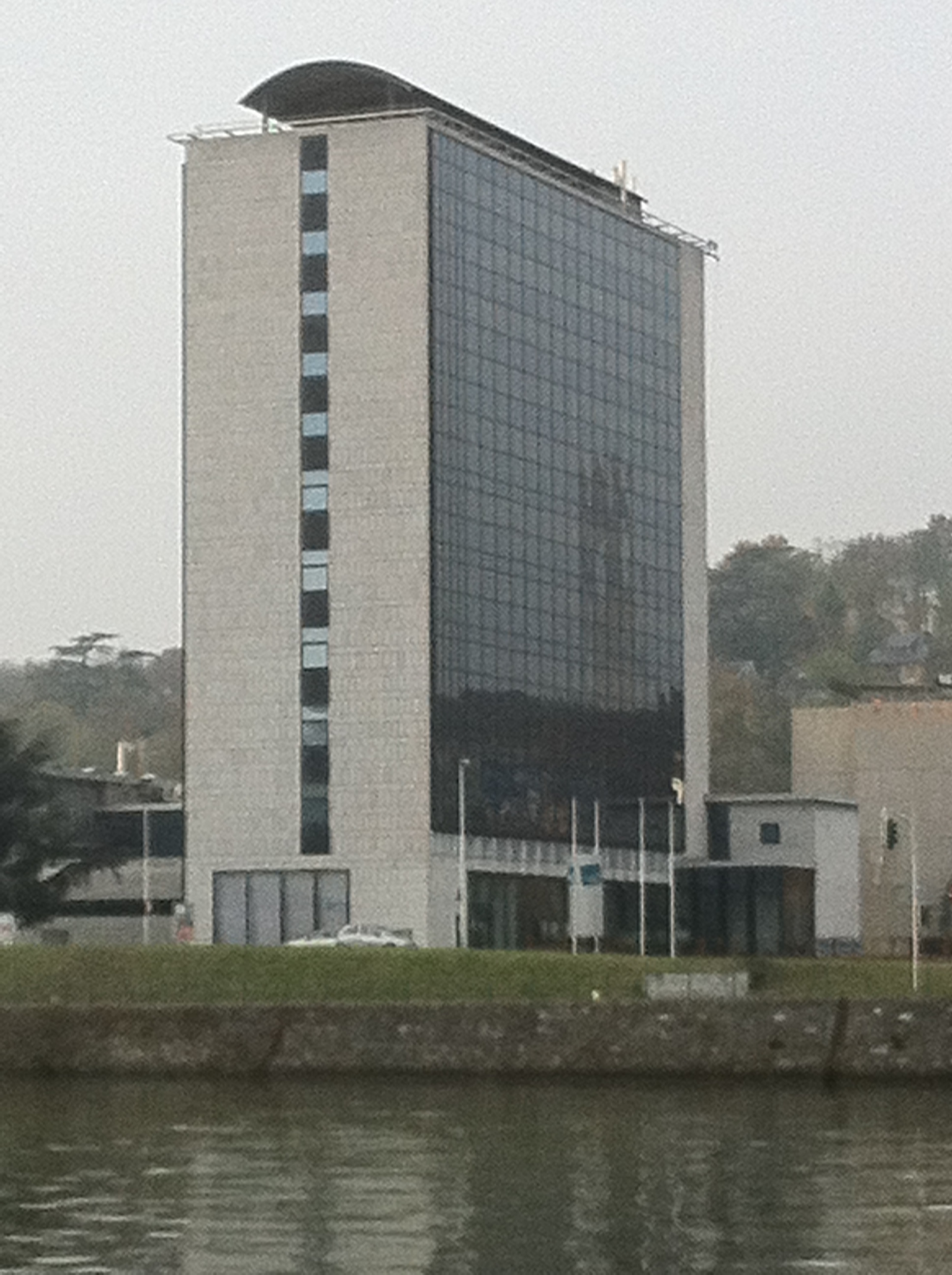
Voormalige wiskundefaculteit
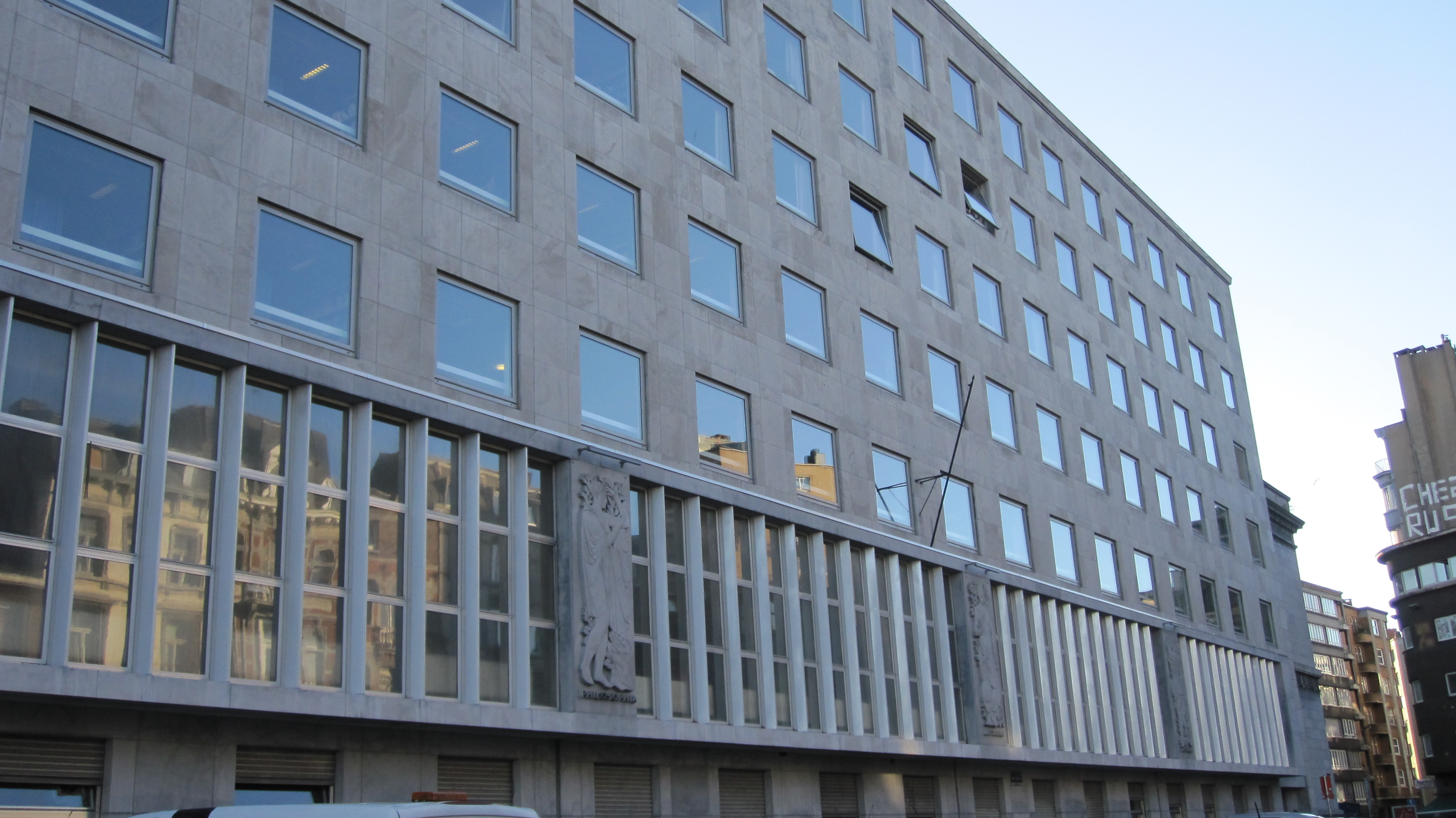
Letterenfaculteit
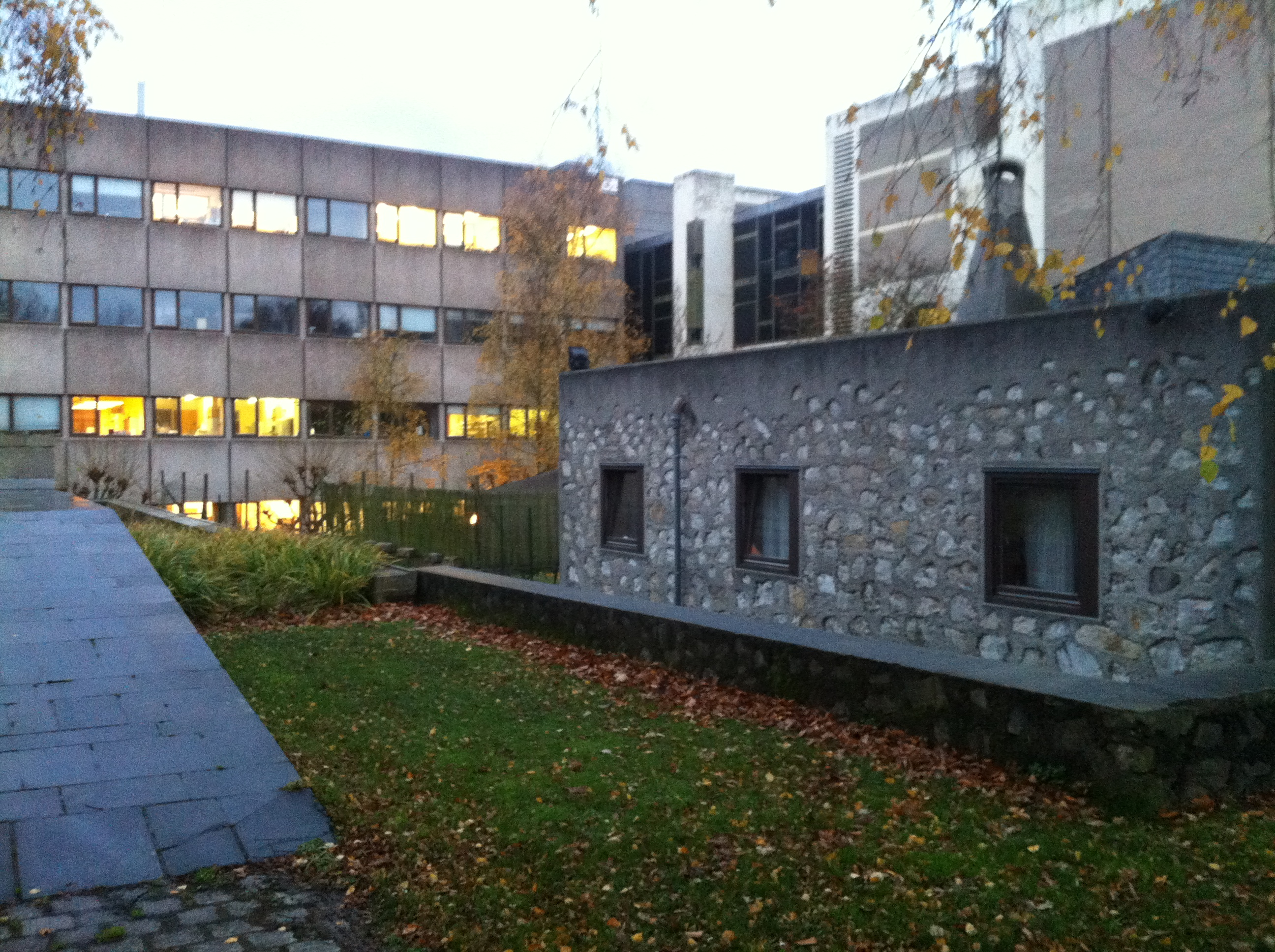
Campusgebouw Sart-Tilman
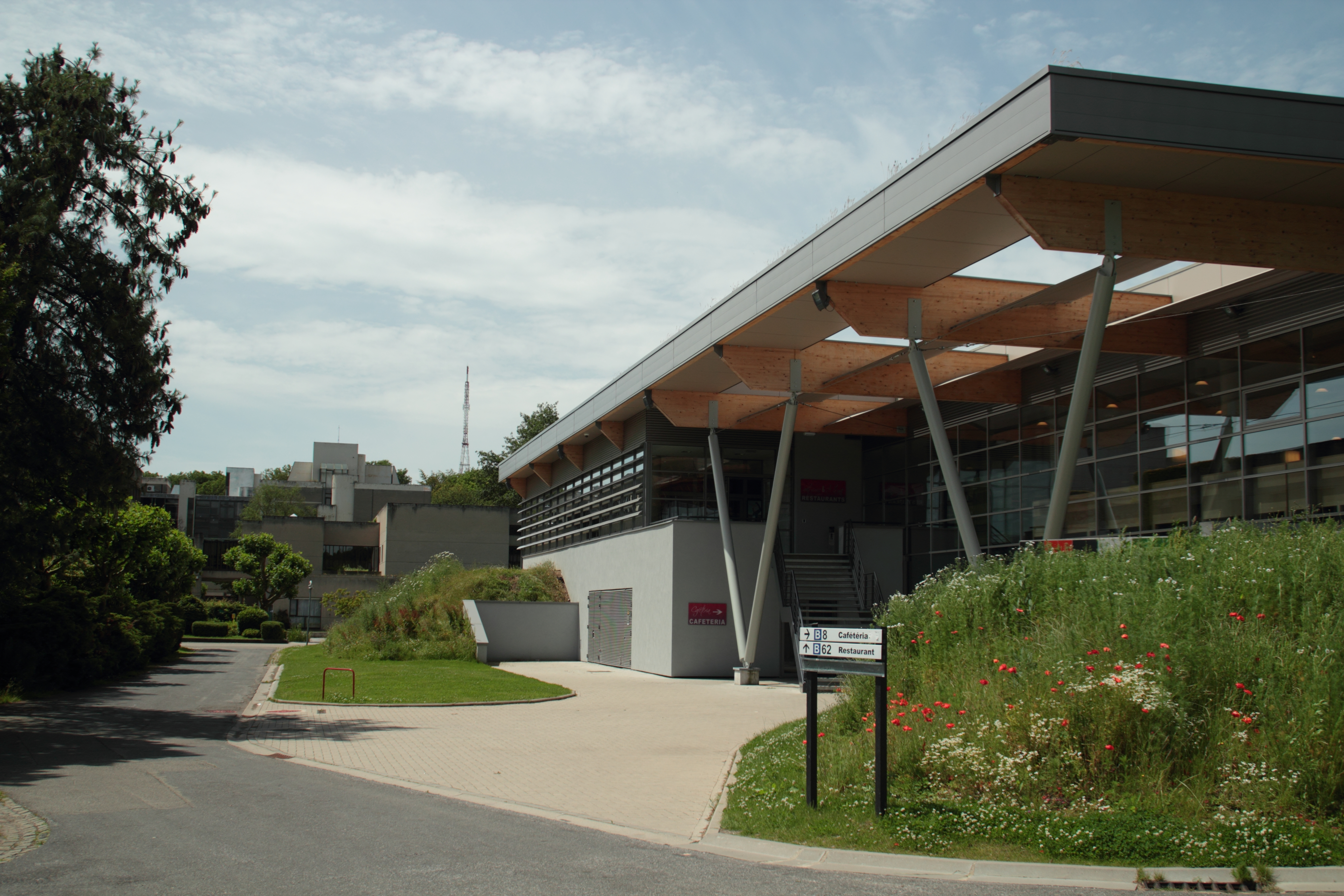
Campusrestaurant
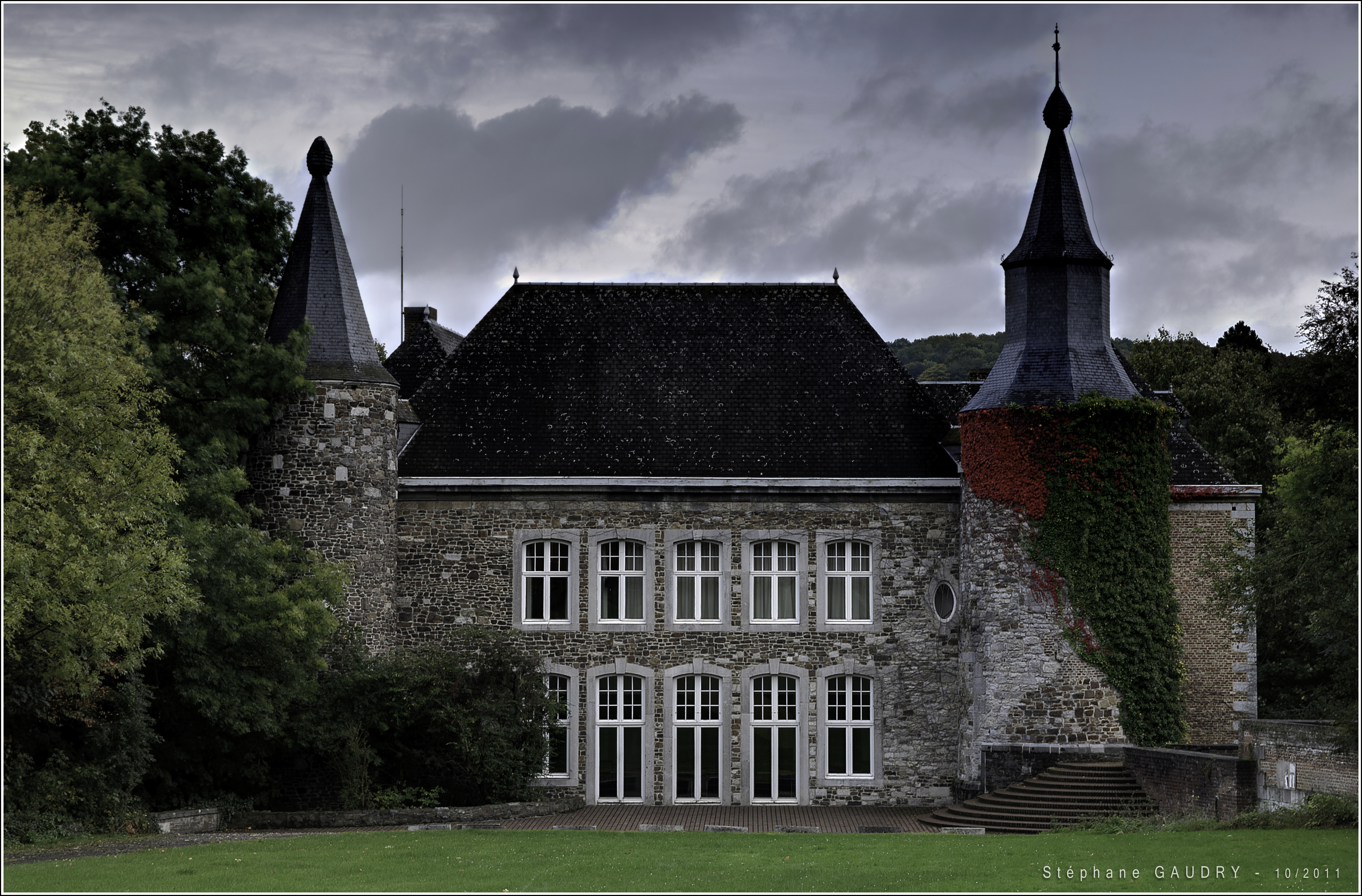
Kasteel van Colonster
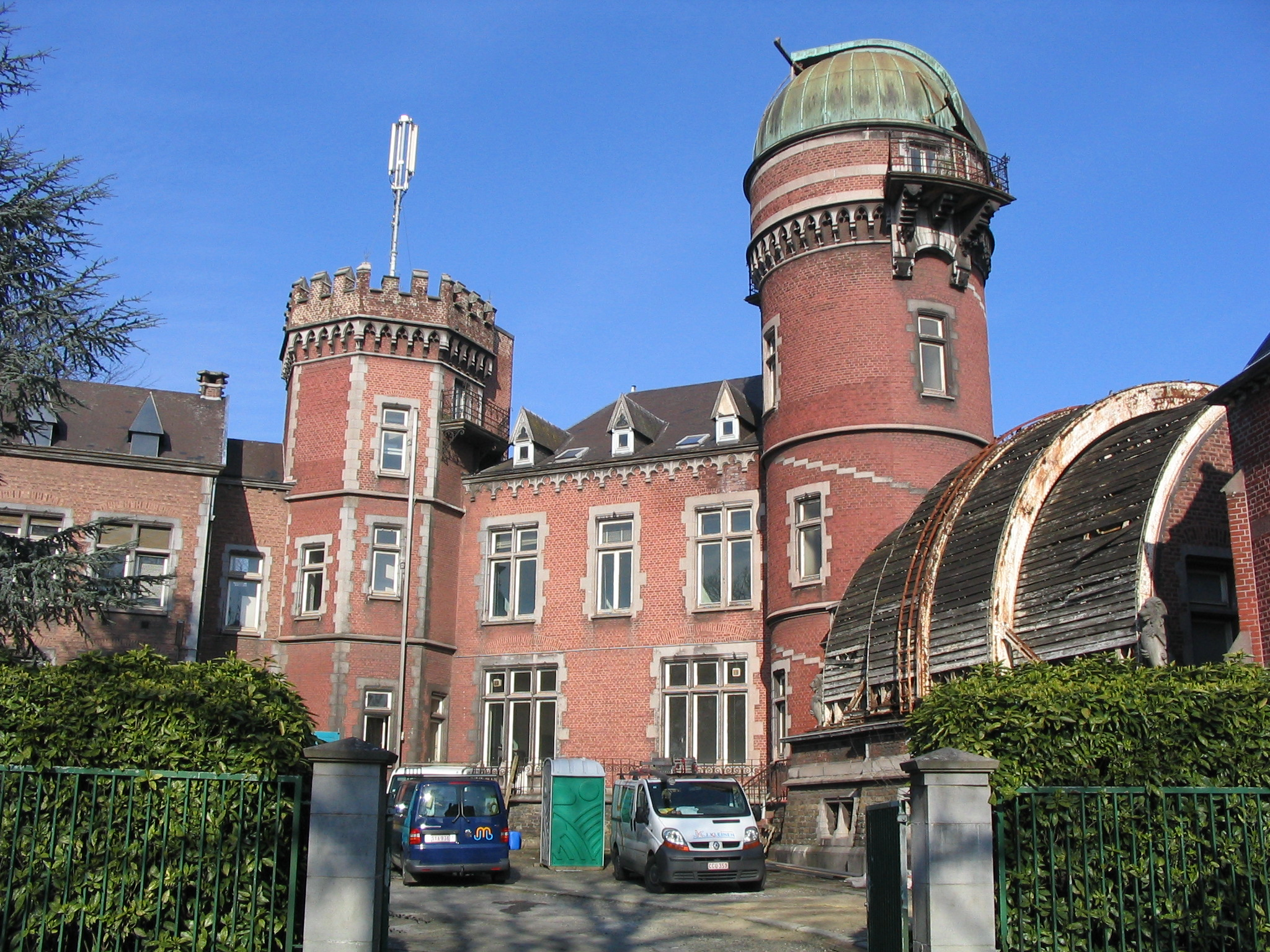
Cointe observatorium